# Kalevi Hämäläinen
Kalevi Hämäläinen (13. prosince 1932, Juva – 10. ledna 2005, Juva) byl finský běžec na lyžích.
Na olympijských hrách ve Squaw Valley roku 1960 vyhrál závod na 50 kilometrů. Od dva roky dříve se v Lahti stal mistrem světa na třicetikilometrové trati. Když nebyl povolán do reprezentačního týmu na olympijské hry v Grenoblu roku 1968, vzbudilo to ve Finsku vlnu pobouření a diskusí. Finský prezident Urho Kekkonen v reakci zaslal Hämäläinenovi dopis, v němž uvedl: "Opět s vámi nebylo při výběru zacházeno spravedlivě." Georg Grotenfelt natočil v roce 2002 film Kalevi – Pocta zlatému medailistovi. V roce 2010 mu byla v Juvě odhalena socha.